# كهف كافيغليوني

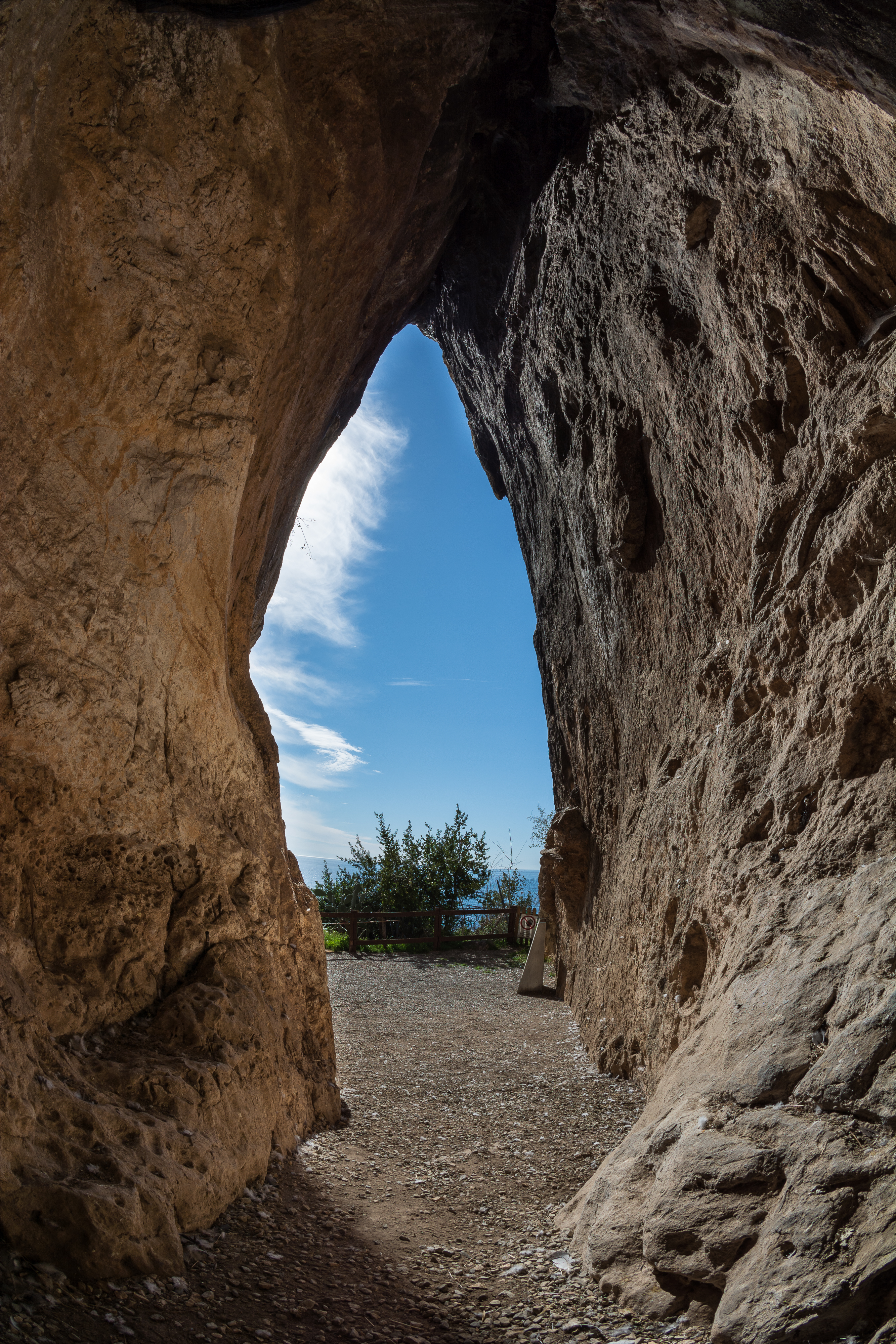
منظر من داخل الكهف يطل على البحر الأبيض المتوسط.

Grotta del Caviglione هو كهف شق أفقي يقع في شمال غرب إيطاليا على الساحل الليغوري بالقرب من Grimaldi di Ventimiglia . إنه جزء من مجمع اكتشاف العصر الحجري القديم في Balzi Rossi ، وهو تكوين صخري بارز ضارب إلى الحمرة في المنطقة المجاورة مباشرة للحدود الفرنسية. الكهف هو موقع مهم من العصر الحجري القديم في إيطاليا. كانت تحتوي على طبقات من الاكتشافات الأثرية التي يعود تاريخها إلى العصر الحجري الوسيط الحضارة Mousterian ، بالإضافة إلى مقبرة Gravettian والمنحوتات الصخرية.

## الموقع والتضاريس

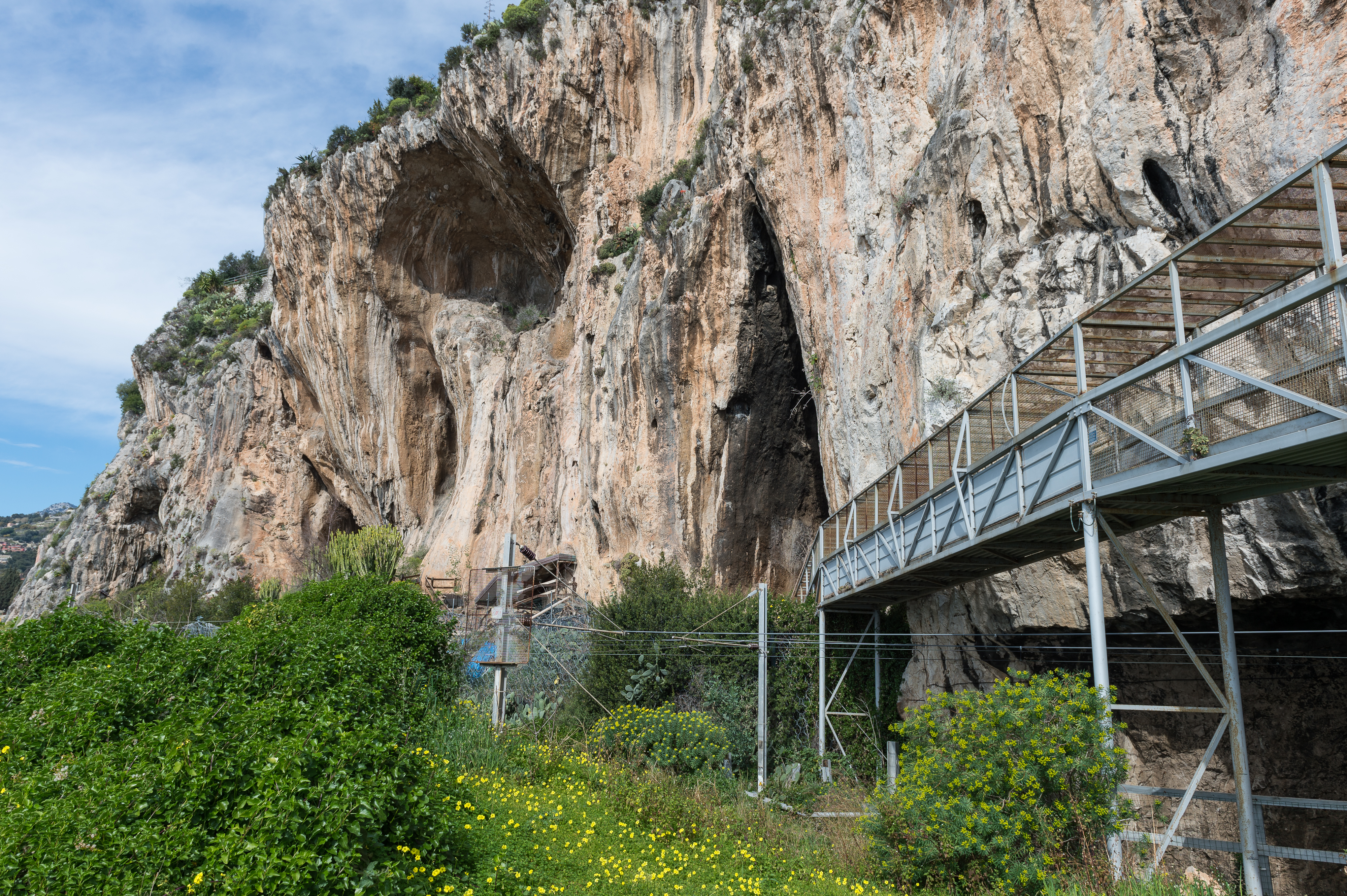
منظر يوضح صخرة Balzi Rossi مع مواقع كهوف ن Grotta di Florestano و Riparo Mochi و Grotticella Blanc-Cardini و Grotta del Caviglione و Riparo Bombrini

يقع الكهف عند سفح وجه صخرة Balzi Rossi العمودي ويعلو 16 متر فوق مستوى سطح البحر ويبعد حوالي 70 متر من شاطئ البحر الأبيض المتوسط.. يبلغ عمقه 19  م وعاليا بين 15 و 16 م. عرض المدخل 9  أمتار ويعلو مخروطيا ومدببا في أعلاه؛ المدخل يشير نحو الجنوب. خلال الإمبراطورية الرومانية، قاد طريق Via Julia Augusta مباشرة من الكهف. في عام 1870، أثناء بناء سكة حديد مرسيليا-فينتيميليا تمت إزالة أجزاء كبيرة من الكاحل أمام الكهف. اليوم أنشيء جسر فولاذي للمشاة يمتد على الخندق. يمكن زيارة الكهف خلال ساعات عمل متحف Museo Preistorico dei Balzi Rossi المحلي.

## تاريخ الاسم
وفقًا لإصدار عام 1887 من قبل مؤرخ ما قبل التاريخ الفرنسي إميل ريفيير، يعود اسم الكهف إلى لوح خشبي عرضه 2 متر مخروطي الشكل يقال أنه كان عبر الجزء العلوي بين جدران الكهف.
غالبًا يستخدم الاسم الفرنسي Grotte du Cavillon في المنشورات العلمية. يُعرف الكهف أيضًا بأسماء أخرى في اللهجات الإقليمية المختلفة.

## تاريخ البحث وتسلسل الطبقات

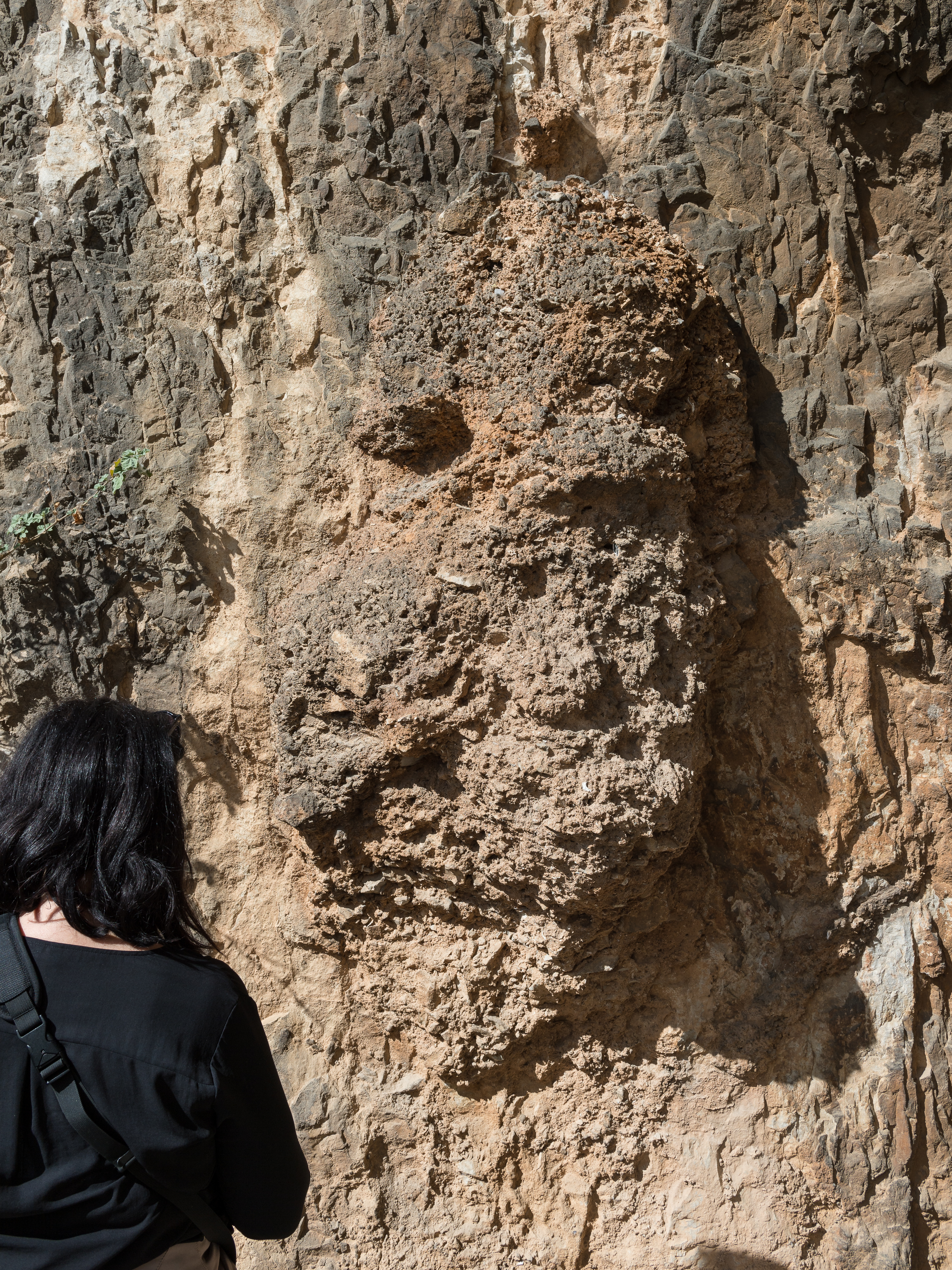
بقايا رواسب الكهف على الجدار الغربي (2019)

يمكن العثور على أول ذكر مكتوب للكهوف في كهف بالزي روسي في كتاب رحلة هوراس بنديكت دي سوسور من عام 1786. بين عامي 1845 و 1848، قام أنطوان جراند بالتنقيب الأولي في العديد من الكهوف غير المحددة. تم تفسير بعض المصنوعات الحجرية والأصباغ التي تم استردادها لاحقًا من قبل عصور ما قبل التاريخ إميل ريفيير وإرنست شانتري كأدوات ودهانات من العصر الحجري القديم الأوسط للوشم وتم نقلها إلى متاحف التاريخ الطبيعي المختلفة في إيطاليا وفرنسا. حتى عام 1848، مول الأمير فلوريستان الأول من موناكو العديد من الحفريات في كهف دي فلوريستانو Grotta di Florestano ، التي سميت باسمه، على بعد أمتار قليلة غرب كهف كافيغليوني.
امتلأ كهف كافيغليوني بالكامل تقريبًا بالرواسب عندما بدأ فرانسوا فوريل التنقيب فيه في عام 1858. حفر فوريل 1.5 متر من التربة المغطاة الغنية بالدبال تتخللها بعض الحجارة والصخور. واجه أولاً بقايا حيوانات بين العصور الجليدية مثل الحصان، والخنزير البري، والغزلان، والشامواه، بالإضافة إلى المصنوعات اليدوية المصنوعة من الصوان، بما في ذلك رؤوس اسهم ورؤوس حربة بطول 8 إلى 9 سم. الطبقة التالية كانت فارغة.
في السنوات التي سبقت عام 1871، تم حفر الكهف من قبل جون تراهيرن موغريدج، وستانيسلاس بونفيس وأوليفييه كوستا دي بيوريجارد، من بين آخرين. لا يوجد سوى عدد قليل من السجلات لهذا العمل في طبقات Epigravettian على الأرجح، وتعتبر معظم الاكتشافات مفقودة وتم استبدال بعض المصنوعات الحجرية بعينات من مواقع أخرى.

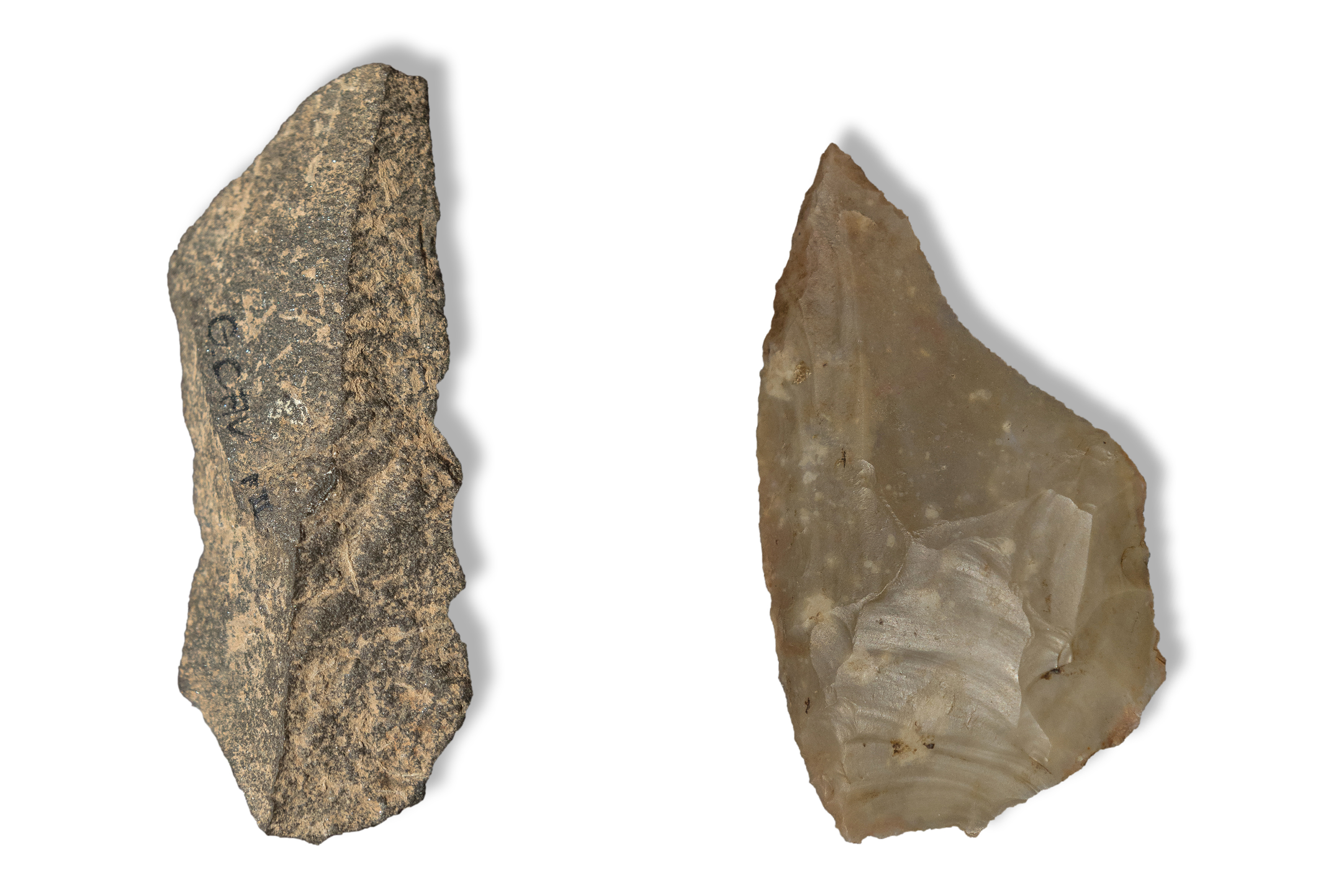
شفرة ليفالوا عمرها حوالي 70000 عام (يسار) وطرف من الطبقة الموستيرية الثاني (بهو الثاني)

بين ديسمبر 1871 وفبراير 1874 قاد عالم الآثار الفرنسي إميل ريفيير المزيد من حملات التنقيب. في الوقت الذي كان يتم فيه بناء خط السكة الحديد استطاع أن يلتقط عددًا كبيرًا من بقايا العظام والأدوات الحجرية على المنحدر أمام الكهف ثم طلب من السلطات الفرنسية والإيطالية تصريحًا رسميًا بالحفر. في عمليات الإزالة كل 25 سم ارتفاع وأتم مسح 7 م من الطبقات السميكة، والتي تحتوي على جثة مدفونة عمرها 24000 عام كما عثر على آثار دخول وخروج في جزئين أخرين من الكهف. أوقف ريفيير العمل بعد أن وصل إلى حجر الأساس.
لم يتم استئناف البحث في كهف كافيغليوني حتى عام 1895 واستمر حتى عام 1902. تبين أن أرضية كهف ريفيير كانت عبارة عن طبقة متراصة من الصخور تشكلت نتيجة الانهيار، حيث كشف القسيس وعالم الآثار ليونسي دي فيلنوف عن مسطح به ثلاثة مواقد كبيرة. تحت رعاية الأمير ألبرت الأول ملك موناكو وبمساعدة إميل كارتيلاك ورينيه فيرنو ومارسلين بول، قام دي فيلنوف بتطهير الكهف بالكامل. يتضمن المخزون الصخري كاشطات نموذجية موستيرية وشفرات ورؤوس أسهم من أحجار ليفالوا وبقايا احجار محطمة. كان هناك بشكل رئيسي بقايا الغزلان وأعداد صغيرة من الخيول والوعل. مؤقتًا، توجد هذه الطبقات في نهاية طبقة نظائر الأكسجين MIS 4 أو بداية حقبة MIS 3 .
بين عامي 1988 و 2014، أعاد علماء من مختلف المعاهد الفرنسية والإيطالية صياغة جزء كبير من مخزون الكهوف المتبقي باستخدام الأساليب والتقنيات الحالية. كتبت المجموعة حول هنري دي لوملي دراسة مفصلة عن نتائج البحث، والتي نشرها في عام 2016 المركز الوطني للبحث العلمي.

## العثور على هيكل عظمي

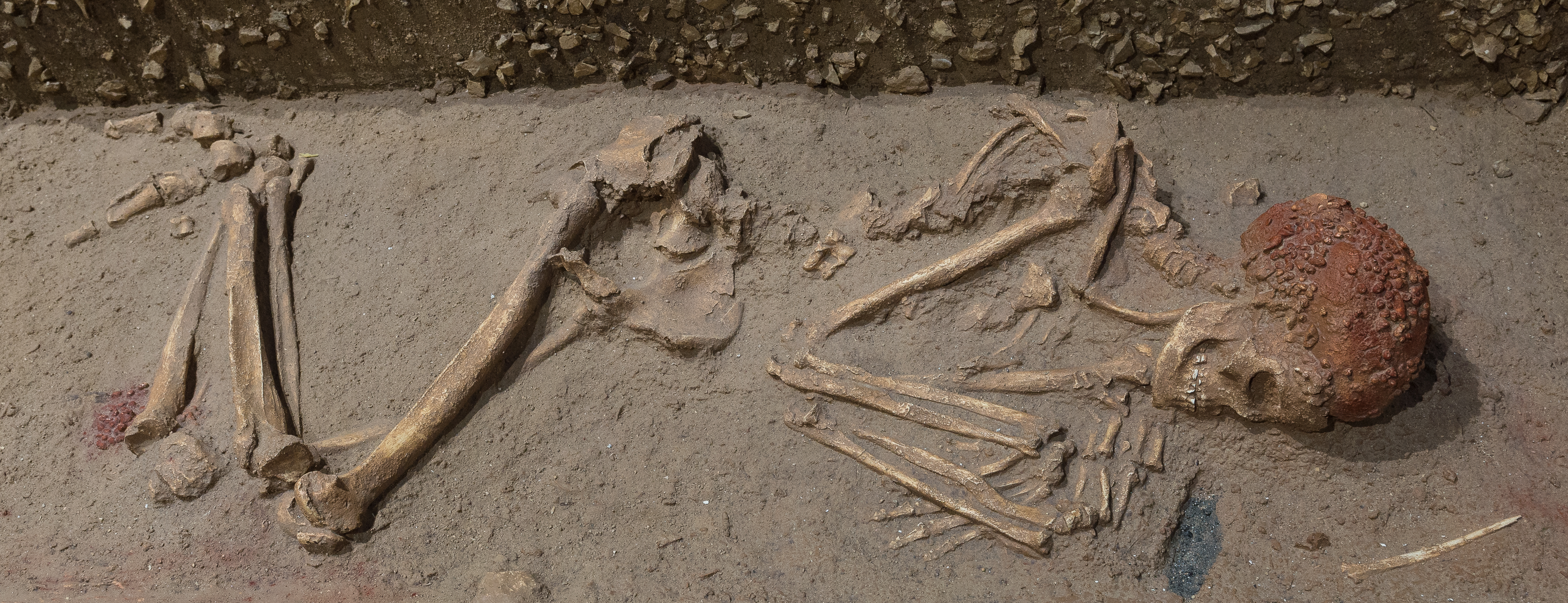
الهيكل العظمي للسيدة كافيجليون كما وجد (قالب)

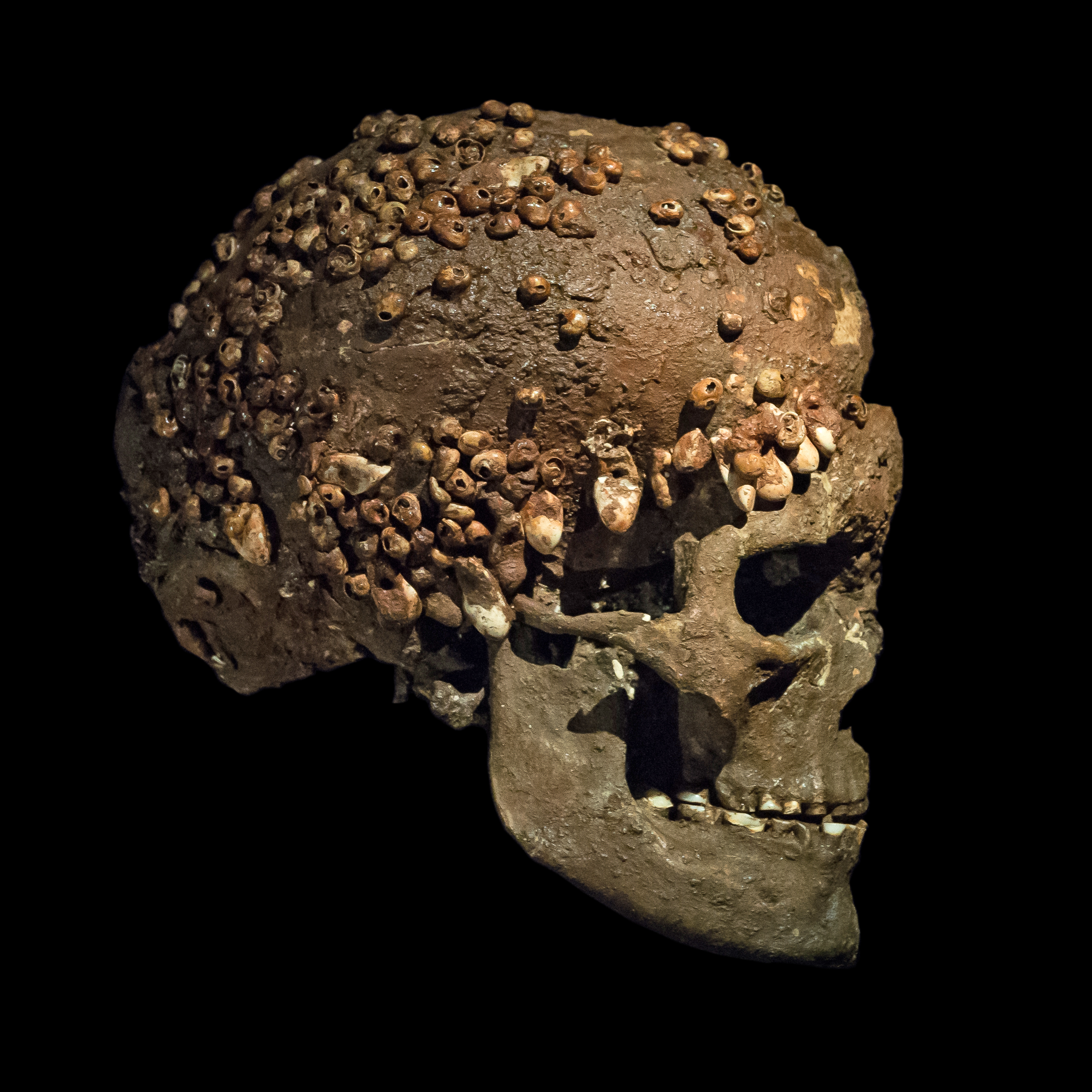
الجمجمة مع الفك السفلي وغطاء الرأس

في يوم 26 مارس 1872 عثر إميل ريفيير على عمق 6.55  متر على عظام قدم لهيكل عظمي بشري محفوظ تمامًا، واتم كتشفه إلى حد كبير في غضون 8 أيام واستعد لإسخراجه كاملا. كان هذا أول هيكل عظمي من أصل 13 هياكل بشرية من العصر الحجري القديم تم استخراجها من كهوف «بالزي روسي» في السنوات التي تلت ذلك.
دُفن الشخص موازيا على طول الجدار الشرقي للكهف يبعد نحو 7 متر خلف المدخل، في الوضع الجانبي الأيسر مع ثني الأرجل. يشير الرأس إلى الجنوب والوجه الغربي. بالإضافة إلى غطاء الرأس المصنوع من أكثر من 300 أحبار حلزون مثقوبة وأسنان الغزلان من ضمن بضع اشياء جنائزية على شكل خرامز عظمي وشفرتين كبيرتين من الصوان وأدوات حجرية أخرى كانت مدفونة بجانبه. كما شقاقات مثقوبة أسفل مفصل الركبة اليسرى، والتي من المحتمل أن تكون كزينة مربوطة بالساق. يُعتقد أن الجسم بالكامل قد تم رشه بالمغرة.
بناءً على ظروف الاكتشاف والحجم والهيكل العظمي القوي، افترض ريفيير أن الرجل الميت لا بد أنه «رجل الكهف ملفوفة حول رقبته سلاسل من أحبار الحلزون والأسنان» مات أثناء نومه. قام بتسمية اكتشافه بسبب قربه من مدينة لوم دو مينتون الفرنسية (لومو دي مينتون ، أي رجل مينتون). في أبريل التالي تم وضع الهيكل العظمي في حديقة النباتات بالمتحف الوطني للتاريخ الطبيعي في باريس، وتم فحصه مرارًا وتكرارًا على مدار الثلاثين عامًا التالية. لفترة طويلة شكك العديد من الخبراء في أن الدفن كان من العصر الحجري القديم الأعلى. وتم عرض الهيكل العظمي عند إعادة افتتاح متحف Musée de l'Homme في عام 1937 وظل هناك منذ ذلك الحين.
خلال الفحوصات التي أجريت منذ عام 1988 تم صنع قالب من الهيكل العظمي المغمور في الرواسب. بعد ذلك. ثم أمكن إجراء عمليات مسح ثلاثية الأبعاد لجميع العظام وبتقدير احتمال من 80 % إلى 96 ٪ تم تحديد أن المدفون امرأة. ثم تم تغيير اسم الاكتشاف «سيدة كافيليون» La Dame du Cavillon . وكشف مزيد من التحليل عن أنها كانت حوالي 170 سم طولا ووزنها حوالي 70 كجم ثقيل وعمرها 37 عاما تقريبًا. وبغرض تحديد عمر القبر تم فحص العديد من شقاقات الحلزون (Tritia neritea ، Linnaeus 1758) من غطاء الرأس باستخدام طريقة الكربون المشع. الأعمار المحددة ما بين 22.450 و 26.660 سنة  في القدم. لذلك يُفترض أن المرأة دفنت منذ حوالي 24000 عام في فترة الجرافيت الوسطى.

## المنحوتات الصخرية

نقش حصان على الجدار الغربي

في عام 1971 اكتشف جوزيبي فيسينو الفن الجداري في شكل منحوتات صخرية خطية في الغالب متوازية تقريبًا على جدران كهوف بالزي روسي ، وكهف فلورستانو وكهف بارما غرانده. وهي توجد عادة حول الثقوب والمنخفضات واشكالها المحتملة أنها تمثل الفرج والقضيب. يوجد على الجدار الغربي في كهف كافيغليوني على  ارتفاع 10 متر فوق أرضية الكهف ونحو 7 امتار خلف المدخل نقشًا لحصان بلا رجل ينظر إلى أسفل، وهو تشكيل يشبه حصان Przewalski أو Camargue . حصان حوالي 40 عرض سم ويبلغ ارتفاعه 20  سنتيمتر وتقطعه عدة شقوق عمودية عميقة. يبلغ ارتفاعها حوالي 1.5 متر إلى 1.7 متر فوق مستوى أرضية الكهف في الجرافيتي الأوسط، مباشرة مقابلا قبر«سيدة كافيجليون». ومع ذلك، لا يوجد دليل على العلاقة المباشرة بين مكان الدفن ومكان النقش. وعلى الجدار المقابل للكهف - على نفس الارتفاع تقريبًا - يوجد ملحقان مغرة الشكل، والعديد من الشقوق الخطية وتصوير شخصية أنثوية، وحصانان والجزء الأمامي من الماموث. تُعزى الحالة السيئة لتلك الأعمال الفنية إلى تأثيرات الطقس والاهتزازات المتكررة التي تسببها القاطرات البخارية المارة بالقرب منها.

## المؤلفات
- Henry de Lumley: La Grotte du Cavillon sous la falaise des Baousse Rousse، Grimaldi، Vintimille، Italy ، CNRS Editions، Paris 2016، ردمك 978-2-271-09195-6

## روابط إنترنت
- Grotta del Caviglione على موقع indexo.beniculturali.it (الإيطالي)
- Grotta del Caviglione على موقع dati.beniculturali.it (الإيطالي)
- خريطة التضاريس على sigecweb.beniculturali.it